# Бензенгр, Василий Николаевич
Василий Николаевич Бензенгр (1815—1891) — русский военный врач и антрополог. Активный член Антропологического общества в Москве.

## Биография
В 1817 г. он был привезён в село Никольское, Рязанской губернии, и там воспитывался до 12-летнего возраста. От своего отчима, князя Степана Барятинского, унаследовал рукопись адресованных ему «Записок современника». В 1828 г. Бензенгр был помещён в 3-й класс московской губернской гимназии (ныне І-я), причём жил в качестве пансионера сначала у директора, а затем у учителей этой гимназии. Выйдя из 5-го класса гимназии, он готовился под руководством проф. П. И. Оболенского к поступлению в московское отделение Медико-хирургической академии, куда зачислен казённокоштным воспитанником в августе 1833 г. Окончив здесь курс в 1838 г. лекарем 1-го отделения, Бензенгр в том же году определился на службу в 3-ю конно-артиллерийскую бригаду. В 1843 г. он вышел из военного ведомства и поступил городовым врачом в Саратов.
В следующем году он получил должность врача детского приюта и звание почётного члена саратовского губернского попечительства, а в 1849 г. перемещён на должность старшего врача заведений приказа общественного призрения; в этой должности он состоял до 1850 г., а в 1851 г. уволен от службы. В 1855 г. Бензенгр был определён в должность оператора оренбургской врачебной управы, но осенью следующего года снова вышел из службы (по домашним обстоятельствам) и на этот раз уже окончательно. С 1 октября 1859 г. он поселился в Москве, где и прожил остальные 34 года своей жизни, оставаясь вольнопрактикующим врачом. Все годы, не занятые службой, Бензенгр провёл большею частью заграницей и, кроме того, пользовался всеми отпусками для поездок туда же. Таким образом он изъездил всю Европу, причём особенно долго жил в Вене и Париже. Поселившись в Москве, Бензенгр принимал деятельное участие в заседаниях Общества русских врачей, Общества любителей естествознания, в котором состоял почётным членом, и многих других ученых обществ. В 1883 г., когда исполнилось пятидесятилетие его врачебной и научной деятельности, Московское общество любителей естествознания, в котором он состоял с 1877 г. товарищем председателя, с особою благодарностью отметило его заслуги в области антропологии, разработке которой он много содействовал своими трудами.

## Публикации
Полный список трудов Бензенгра, приведенный у Венгерова, содержит 53 номера; большинство их касается антропологических вопросов и представляет сообщения в заседаниях Московского общества любителей естествознания, в протоколах которого они и помещены (1863—1883 гг.). Кроме того, несколько статей напечатано им в «Московской Медицинской газете» (1863—1874 гг.), в «Медицинском Вестнике» (1862 г.), в «Трудах 3-го съезда врачей московского земства», в журнале «Коннозаводство» (1884 г.), в протоколах статистического отделения Юридического общества (1884 г.). Отдельно изданы: «Беседы о гигиене, преимущественно детского возраста», публичная лекция, читанная в политехническом музее в 1874 г.; Исторический очерк деятельности Антропологического Отдела (1878 г.); перевод «Инструкций для изучения сравнительной психологии», состав. Мантегацца, Гилиоли и Летурно (2 тома, 1877 и 1879 гг.).